# Bissektipelta
Bissektipelta is een geslacht van plantenetende ornithischische dinosauriërs, behorende tot de Ankylosauridae, dat tijdens het Laat Krijt leefde in het gebied van het huidige Oezbekistan. 

## Vondst en naamgeving
De enige soort Bissektipelta archibaldi is beschreven door Aleksandr Averianov in 2002, waarbij het holotype ZIN PH 1/6 eerst werd toegewezen aan het geslacht Amtosaurus, dat tegenwoordig als een nomen dubium wordt beschouwd, als een Amtosaurus archibaldi. Amtosaurus archibaldi is daarmee de typesoort van het geslacht Bissektipelta. Het fossiel is gevonden in september 1998 en bestaat uit een gedeeltelijke schedel. De hersenpan is bewaard gebleven en een stuk van het verhemelte; daarnaast zijn wat osteodermen gevonden, huidbotten.
Een apart geslacht werd in 2004 benoemd door Jolyon Parish en Paul Barrett, toen die tot de conclusie kwamen dat Amtosaurus een nomen dubium was. De geslachtsnaam verwijst naar de Bissektiformatie uit het Late Turonien waar het werd gevonden; het achtervoegsel "pelta" komt van het Griekse peltè, "klein schild" en is gebruikelijk bij de namen van de immers gepantserde ankylosauriërs. De soortaanduiding eert James David Archibald, de leider van het URBAC (Uzbekistan, Russia, Britain, America, & Canada)-project dat tussen 1997 en 2006 de fossielen uit het Krijt van de Kizilkoemwoestijn onderzocht en in 1998 het fossiel opgroef bij Dzharakoedoek.
In 2019 werd de hersenpan opnieuw beschreven. In 2020 werden twee aanvullende exemplaren gemeld waaronder het nieuw toegechreven specimen ZIN PH 281/16. Dat zou bevestigen dat het een geldige soort betreft.

## Beschrijving
De hersenpan is een twaalf centimeter lang, wat erop wijst dat het een tamelijk forse ankylosauriër betreft.
Parish & Barrett stelden één unieke afgeleide eigenschap, autapomorfie, vast: op het schedeldak bevindt zich een patroon van groeven, in de vorm van een afgeschuinde Y, dat drie veelhoekige zones van herwerkt bot omgrenst. Deze vlakken waren vermoedelijk de onderkanten van grote osteodermen en lagen in een relatief voorwaartse positie, op de voorhoofdsbeenderen en voorste wandbeenderen. Daar bevinden zich meestal kleinere caputegulae, kopplaatjes. Daarnaast wezen ze erop dat de nervus hypoglossus, de twaalfde hersenzenuw, drie uitgangen heeft, wat zeldzaam is binnen de Ankylosauria.
Bij het Y-patroon ligt de korte "stam" naar achteren gericht en maken de voorwaarts gerichte takken een hoek van 90° met elkaar.
In 2020 werd bepaald dat het mesethmoïde, normaliter een kraakbeenstructuur voor de hersenpan, een aparte verbening was. De hersenpan bleek doortrokken van een complex systeem van aderkanalen. Daaronder was een bovenste ader die normaal is voor Diapsida in het algemeen maar bij de Dinosauria meestal lijkt te ontbreken. Typisch voor afgeleide ankylosauriden in het algemeen zouden een zeer goed reukvermogen, een scherp gehoor voor lage frequenties tussen de 100 en 3000 Hz en een goed ontwikkelde temperatuursregeling zijn.

## Fylogenie
Averianov beschouwde de soort als een lid van de Ankylosauridae. Parish & Barrett wilden niet verder gaan dan een algemeen Ankylosauria. Victoria Megan Arbour bevestigde in 2014 de status van ankylosauride.